# Землетрясение у побережья Калифорнии (февраль 2010)
Землетрясение магнитудой 5,9 произошло 4 февраля 2010 года в 20:20:21 (UTC) у побережья Калифорнии (США), в 58 километрах к западу от Петролия. Гипоцентр землетрясения располагался на глубине 23,0 километров. Землетрясение ощущалось в Петролия, Бейсайд, Ферндейл, Хайдсвилл, Лолета, Рио Делл, Скоша, Уайтторн, а также в Брукингс (Орегон) и Грантс-Пасс. Толчки ощущались в большей части северной Калифорнии и в некоторых частях западного Орегона от района залива Сан-Франциско до Портленда, а также в населённых пунктах к востоку, до города Портола.

## Тектонические условия региона
Землетрясение произошло в том же районе, где месяцем ранее случилось землетрясение магнитудой 6,5, однако учёные заявили, что это не афтершок январского землетрясения, а отдельное сильное землетрясение, так как оно произошло в другом разломе, Бэр-Ривер.
Расположенное рядом с мысом Мендосино тройное соединение Мендосино представляет собой зону сейсмической активности, где встречаются три тектонические плиты. Зона разлома Мендосино (также известная как разлом Мендосино к востоку от хребта Горда) является трансформным разломом, разделяющим Тихоокеанскую плиту и плиту Горда. На юге относительное движение между Тихоокеанской плитой и Северо-американской плитой обусловлено разломом Сан-Андреас, а на севере плита Горда сходится с Северо-американской плитой в зоне субдукции Каскадия.

## Последствия
В результате землетрясения сообщений о жертвах и разрушениях не поступало.